# The Night They Came Home
The Night They Came Home è il primo album video e corrispondentemente il primo album dal vivo del gruppo musicale rock sperimentale statunitense Mr. Bungle pubblicato su CD, Blu-ray, DVD e VHS dalla Ipecac Recordings.

## Descrizione

### L'album
L'album contiene un blu-ray/DVD con la registrazione del concerto tenutosi dai Mr. Bungle il 31 ottobre 2020 alla Eureka Main Library, in Eureka, California, ovvero la città nativa del vocalista dei Mr. Bungle, Mike Patton.

### Il titolo
Il titolo The Night They Came Home fa riferimento al ritorno dell'esecuzione pubblica dei Mr. Bungle ad Eureka, città nativa dei membri fondatori, ovvero Mike Patton, Trey Spruance e Trevor Dunn.

## Tracce
1. Won't You Be My Neighbour? (cover dei Mr. Rogers) – 1:43 (Mike Patton, Mr. Rogers)
2. Anarchy Up Your Anus – 2:18 (Trey Spruance)
3. Raping Your Mind – 6:04 (Trevor Dunn)
4. Bungle Grind – 6:28 (Trey Spruance)
5. Methematics – 8:22 (Mike Patton, Trevor Dunn)
6. Hell Awaits / Summer Breeze (cover degli Slayer e dei Seals and Crofts) – 4:47
7. Eracist – 3:51 (Mike Patton)
8. World Up My Ass (cover dei Circle Jerks) – 1:20 (Mike Patton, Circle Jerks)
9. Glutton For Punishment – 4:42 (Trevor Dunn)
10. Hypocrites / Habla Español O Muere (cover degli Stormtroopers of Death) – 3:54 (Mike Patton, Trevor Dunn, Stormtroopers of Death)
11. Spreading The Thighs Of Death – 6:05 (Trevor Dunn)
12. Loss For Words (cover dei Corrosion of Conformity) – 4:12 (Mike Dean)
13. Sudden Death – 7:31 (Mike Patton)
14. Loss of Control (cover dei Van Halen) – 3:30 (Eddie Van Halen)

Durata totale: 64:47

## Formazione

### Mr. Bungle
- Mike Patton – voce
- Trey Spruance – chitarra
- Trevor Dunn – basso
- Scott Ian – chitarra
- Dave Lombardo – batteria

### Spettatori[4]
Brendon Small, Brian Posehn, David Yow, Glenn Howerton, Henry Rollins, Josh Homme, Buzz Osborne, Suzy Cole ed Eric André.